# جيمس جونسون (طيار مقاتل)
جيمس جونسون (بالإنجليزية: James Edgar Johnson )‏ (و. 1915 – 2001 م) هو طيار مقاتل، من المملكة المتحدة، ويحمل رتبة عسكرية air vice-marshal، توفي عن عمر يناهز 86 عاماً.

## التعليم
تعلم في جامعة نوتنغهام.

## الخدمة العسكرية
خدم في الجيش البريطاني، وسلاح الجو الملكي.

## جوائز
حصل على جوائز منها:
- صليب الطيران المتميز
- وسام الاستحقاق
- وسام جوقة الشرف
- نوط الجو
- وسام الاستحقاق الأمريكي برتبة فيلق.